# Valerio Crezzini
Valerio Crezzini (Siena, 10 agosto 1993) è un arbitro di calcio italiano.

## Carriera
Iscritto alla sezione AIA di Siena, arriva ad arbitrare in Serie D nella stagione 2017-2018, raggiungendo circa 50 designazioni nella categoria alla fine dell'anno sportivo 2019-2020, dirigendo anche delle gare al Torneo di Viareggio. L'anno successivo debutta in Serie C arrivando a dirigere più di 20 gare nell'ultima categoria professionistica fino al 2023, intervallate da designazioni in Primavera A e B. Nella stagione 2023-2024 continua a dirigere gare in Serie C sino ad arbitrare due gare di play-off (di cui una semifinale) e una di play-out. Dalla stagione 2024-2025 entra a far parte dell'organico della CAN A-B, debuttando in Serie B il 25 agosto 2024 in occasione del match Mantova-Cosenza, anche se il 10 agosto era già stato designato per la partita di Coppa Italia tra Hellas Verona e Cesena. Dopo varie partite dirette nella serie cadetta, arriva a assumere la direzione della finale della Viareggio Cup 2025, Fiorentina-Genoa, terminata 0-1 in favore dei liguri. L'11 maggio 2025 esordisce nella massima serie del Campionato italiano di calcio, la Serie A, venendo designato per la partita tra Udinese e Monza, finita 1-2 per i brianzoli.